# 왜가리
왜가리(학명: Ardea cinerea, 영어: grey heron, 문화어: 왁새, 왜가리)는 백로과의 새이다. 약 94~97cm로 중대백로보다 크고 대백로와 비슷하거나 작다. 날개길이 42-48cm, 꼬리길이 16-18cm, 몸무게 1.1-1.3kg 정도이다. 온몸이 회색이고 다리가 길다. 등은 회색, 배와 머리는 흰색인데, 검은색 줄이 눈에서 머리 뒤까지 이어져 긴 댕기를 이룬다. 부리와 다리는 계절에 따라 노란색이나 분홍색을 띤다.

## 형태
전체적으로 회색을 뛰며, 배 쪽은 우유빛을 띤다. 목 앞쪽에 검은 세로줄무늬가 있다. 부리와 다리는 어두운 회색을 띠며 번식기에는 머리의 양 측면의 검은 깃털이 댕기 모양으로 늘어진다. 암수가 같은 색이므로 야외에서 구별하기는 어렵다. 번식기에는 눈 앞부터 부리의 대부분이 선홍색을 띠며, 다리도 붉은색으로 변한다.
해오라기 성조와 유사하나 덩치가 훨씬 크고, 부리, 목, 다리가 길며, 어깨깃은 선모양이다. 뒷머리에 검은 댕기가 여러개 있다.

## 생태
한국에서는 여름철에 흔히 볼 수 있으며 번식 후 일부 무리는 한반도의 중남부 지역에서 월동하는 텃새이다. 소택지·습지·논·개울·하천·하구 등 물가에서 단독 또는 2-3마리의 작은 무리가 먹이를 찾아 돌아다닌다.

## 번식

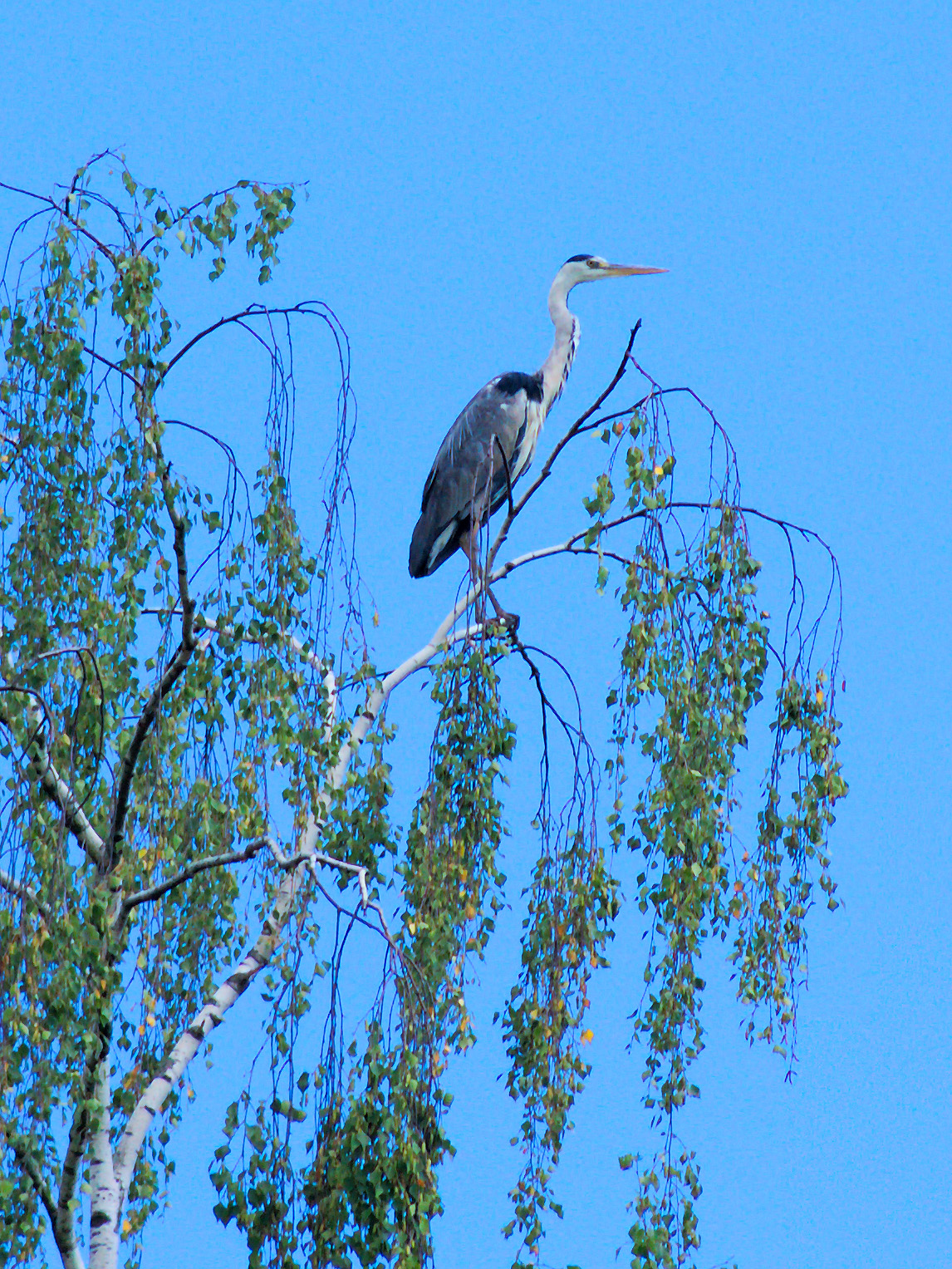
Zimyonka 강에 회색 왜가리

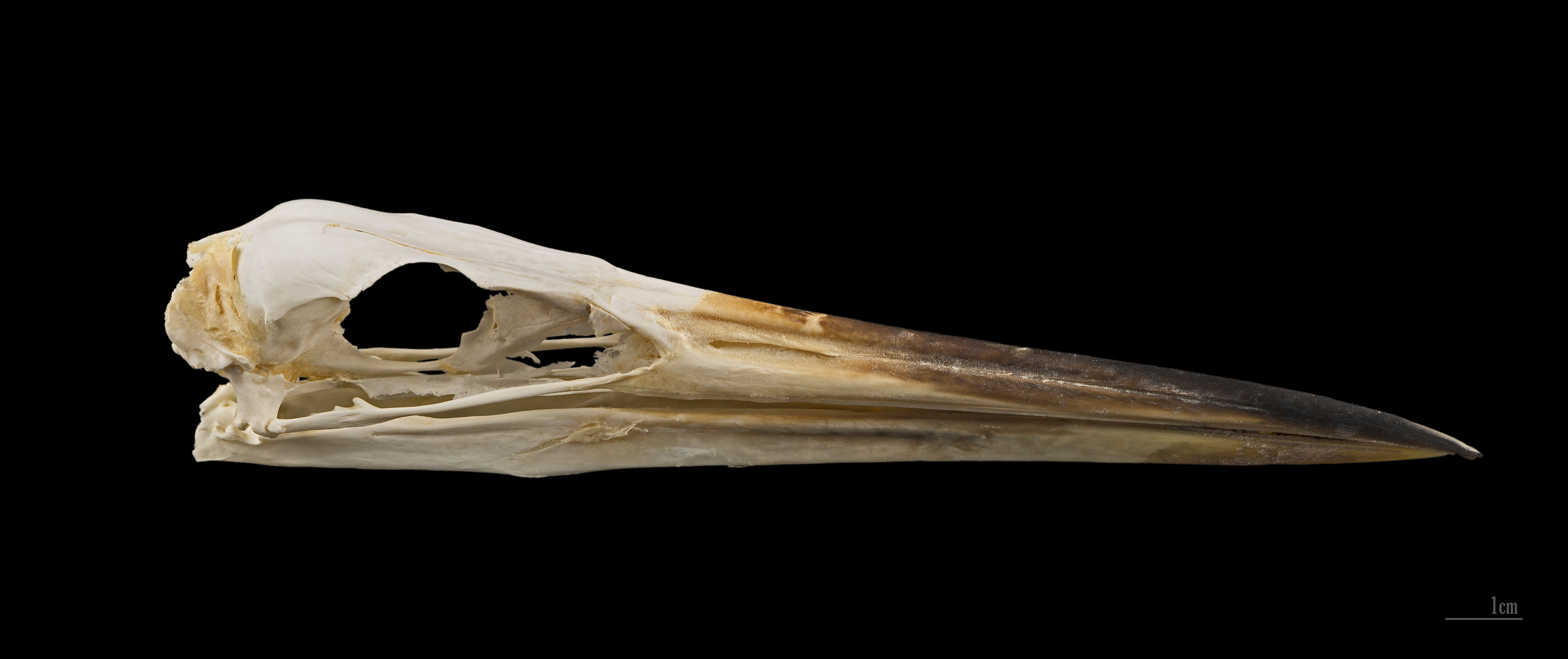
머리뼈

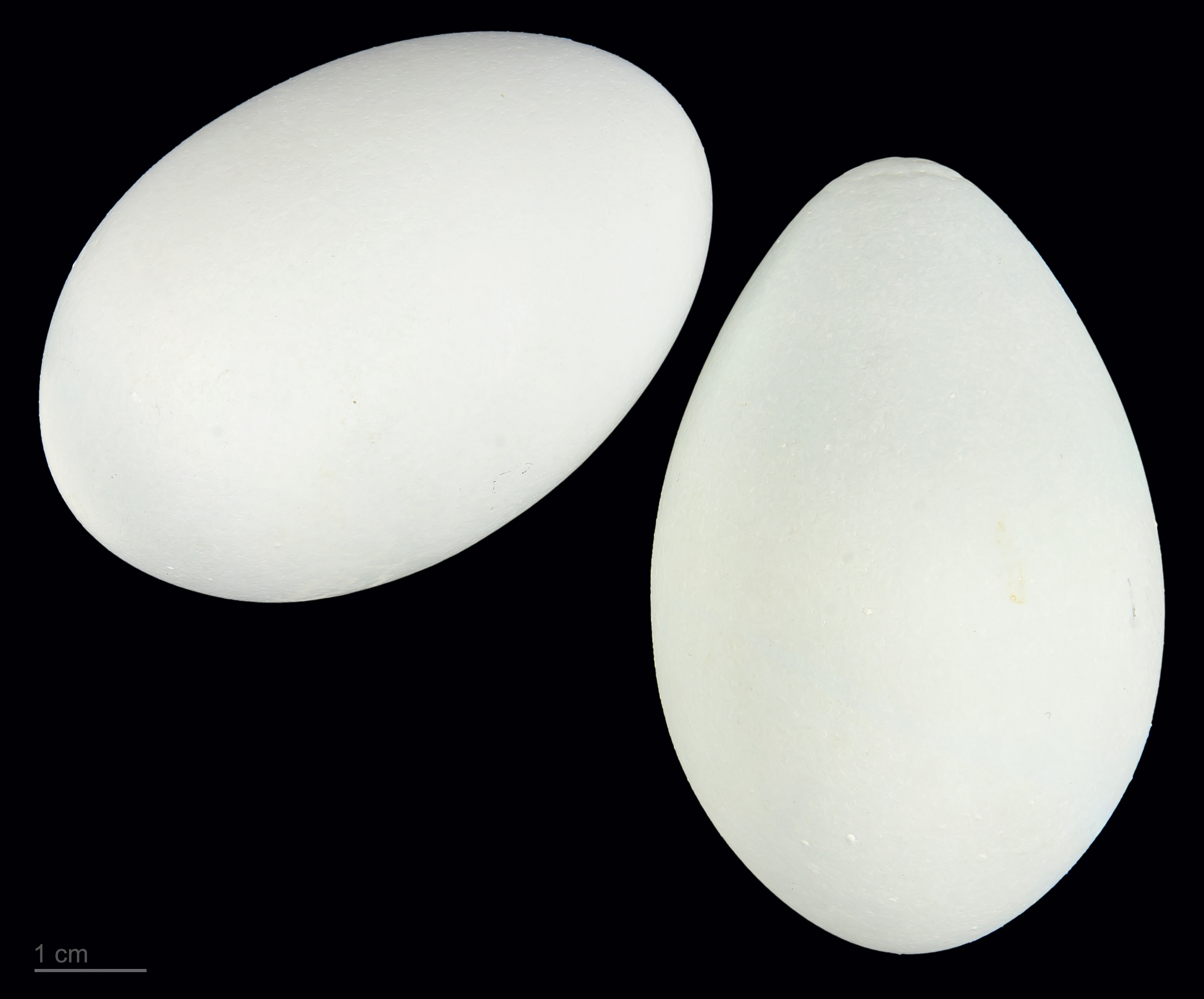
Ardea cinerea

침엽수와 활엽수의 교목림에 집단 번식한다. 땅에서 8-30m 높이의 나뭇가지에 둥지를 짓는다. 매년 같은 장소에서 다른 백로류와 함께 무리 지어 번식하며 높은 나무 위에 죽은 나뭇가지를 이용하여 둥지를 짓는다. 2월 중순경부터 번식이 시작되고 9~10월경에 번식지를 떠난다. 다른 백로류처럼 목을 'Z'자 형태로 움츠리고 난다. 산란기는 4-5월경이며, 한배에 3-5개의 알을 낳는다. 산란은 격일 또는 3-4일 간격으로 하나씩 낳으며, 암수가 함께 알을 품는다.

## 먹이
먹이는 주로 물고기, 올챙이, 개구리, 도롱뇽, 들쥐, 새우, 곤충류 등을 먹는다. 가끔 가재나 게와 같은 갑각류도 먹는다.

## 분포
국내에서는 한반도 전역에서 발견되며 특히 경기도 여주시 신접리, 김포시 월곶리, 행주산성, 인천 계양산 북쪽, 강원도 횡성군 압곡리, 철원 비무장지대 등에 있다. 국외로는 유라시아 대륙과 아프리카 대륙의 온대지역, 열대지역, 중국의 동부, 몽골, 인도차이나 반도, 미얀마, 사할린, 쿠릴 열도, 일본, 대만 등에 살고 있다.

## 상징
- 의성군의 군조 (郡鳥)
- 군위군의 군조 (郡鳥)
- 고령군의 군조 (郡鳥)

## 참고 문헌
- 원병오. 1981. 한국동식물도감 제25권 동물편(조류생태). 문교부
- 박종길. 2014. 야생조류 필드 가이드. 자연과생태
- 이우신, 구태희, 박진영. 2014. 야외원색도감 한국의 새(개정증 보판). LG상록재단
- 이윤경 등. 2012. 한국의 백로와 왜가리. 환경부 국립환경과학원
- 이우신. 2009. 한국조류목록. 한국조류학회